# Hieronim (Močević)
Hieronim, imię świeckie Siniša Močević (ur. 26 września 1969 w Sarajewie, zm. 24 listopada 2016 w Nowym Sadzie) – serbski biskup prawosławny.

## Życiorys
W wieku 21 lat został postrzyżony na mnicha w monasterze Kovilj. 27 stycznia 1991 biskup backi Ireneusz wyświęcił go na diakona. Duchowny pozostał w monasterze Kovilj; pewien czas spędził w monasterze Grigoriu na Athosie, poznając tradycje monastyczne i liturgiczne Athosu. W 2002 ukończył studia teologiczne na Uniwersytecie Belgradzkim, zaś rok później, 22 czerwca, został wyświęcony na kapłana. W 2005 ukończył studia podyplomowe w Papieskim Instytucie Wschodnim, specjalizując się w liturgice. W 2008 otrzymał godność archimandryty.  
Oprócz ojczystego języka serbskiego władał językami greckim, włoskim, francuskim, rosyjskim, niemieckim i angielskim. 23 maja 2014 został nominowany na biskupa jegarskiego, wikariusza eparchii backiej. Jego chirotonia biskupia odbyła się 28 maja tego samego roku w soborze św. Jerzego w Nowym Sadzie. Jego rezydencja biskupia znajdowała się w monasterze Kovilj.
Zmarł na atak serca w 2016.